# Acronicta orientalis
Acronicta orientalis is een vlinder uit de familie uilen (Noctuidae). De wetenschappelijke naam is voor het eerst geldig gepubliceerd in 1862 door Mann.
De soort komt voor in Europa.